# Storia di Acri

## Introduzione
Le origini della città di Acri sono state a lungo dibattute tra gli studiosi, e in generale attribuite all'antico popolo degli Osci, soppiantati più tardi dai Bruzi e Lucani.

## Gli insediamenti preistorici
Il ritrovamento del sito archeologico di Colle Dogna di Acri, da parte del prof. Giuseppe Palermo, avvenne nel 1996. In seguito egli fondò l'ACRA (Associazione Culturale per la Ricerca Archeologica). Gli scavi in Acri (sito archeologico di Colle Dogna) furono iniziati nel 1998 dalla Soprintendenza archeologica della Calabria, Ufficio Scavi di Sibari, d'intesa con la cattedra di Protostoria Europea dell'Università "La Sapienza" di Roma. Essi hanno permesso il rinvenimento di un insediamento umano sulle pendici occidentali del Colle Dogna, nel centro urbano, accanto all'Istituto T.C.G.T. "G. B. Falcone". I reperti più antichi rinvenuti sono stati datati all'inizio del Neolitico medio (6350+-50 a.C.), con datazione al Radio carbonio 14 (5625-5515) e hanno somiglianze alla facies di Laterza, mentre i più recenti sono riconoscibili quali manifestazioni dell'Età del bronzo antico (2800-2100 a.C.), simili per alcuni aspetti alla facies di Cessaniti-Capo Piccolo, e quasi identici alle facies di Palma Campania.
A tal proposito si propone un estratto dalla XXXVII Riunione scientifica della Preistoria e Protostoria in Calabria:
Gli archeologi così la evidenziano nella loro descrizione:
1. Il sito ha messo in luce il primo abitato all'aperto del Bronzo antico nella provincia di Cosenza;
2. Non è accertata, ma è abbastanza verosimile, una continuità di insediamento fra l'Unità Stratigrafica 9 e la 6; in questo caso ci troveremmo di fronte ad un centro, almeno parzialmente coevo[2], a quello della Sibaritide, ma in anticipo rispetto ad esso all'inizio della sua occupazione;
3. Il quadro culturale complessivo dei siti sembra alquanto diverso da quello noto per la Sibaritide, ma con legami stretti con la Campania, Basilicata e Puglia da una parte, e le Isole Eolie dall'altra.

Nel 2002, nella località di Policaretto, nel comune di Acri, a circa 10 km dell'attuale centro storico, a seguito di una segnalazione dell'Archeoclub d'Italia, venne identificato un secondo sito. I due insediamenti sono posti un di fronte all'altro, e, sul vasto pianoro che si estende per varie decine di ettari sulla dorsale a Sud-Ovest del fiume Mucone, sono stati rinvenuti materiali identici a quelli di Colle Dogna, ma in quantità enormemente superiore, e forse, secondo gli esperti, addirittura più antichi. L'estensione dell'insediamento doveva essere notevole, comprendendo diverse cime collinari in prossimità dei fiumi, Mucone e Cieracò di Acri.
A seguito della segnalazione, ebbe inizio, nel luglio 2002, una terza campagna di scavi nelle località Policaretto e Gastia, frazioni di Acri, grazie al finanziamento della Fondazione culturale Vincenzo Padula.
Tra i rinvenimenti sul sito, nei saggi di scavo del luglio 2002, nelle frazioni di Piano del Barone, Policaretto, Gastia e Valle del Mucone, si segnala il ritrovamento di forni per la lavorazione della ceramica, di vasellame di tipo bruzio e i resti di una villa romana, datati al II-I secolo a.C. Altri ritrovamenti nel territorio riguardano punte di freccia in ossidiana e selce, frammenti di ceramica locale, osca o bruzia, resti di ceramica greca arcaica del tipo Kylix a vernice nera in stile protogeometrico, oggetti in bronzo di piccole dimensioni, e infine varie monete greche, ora in custodia al Museo archeologico nazionale della Sibaritide.

A tal proposito l'archeologo il prof. A. Vanzetti scrive sul sito di Colle Dogna 
(Scavi condotti dalla Soprintendenza Archeologica della Calabria in collaborazione con l'Università La Sapienza di Roma, Cattedra di Protostoria Europea, anno di riferimento 2002)

## Rinvenimenti numismatici
La quantità di monete, rispetto agli altri reperti provenienti dagli scavi, è esigua: si tratta, in totale, di sessanta esemplari, le cui datazioni si possono ricondurre ad un ampio lasso di tempo, di cui trentasei presenti nel Museo Civico di Cosenza.
Hubert Goltzius documentò nel "Thesaurus rei antiquariae" e nel "Sicilia et Magna Graecia sive Historiae Urbium populorumque Graeciae ex antiquis nomismatibus", il rinvenimento, alla confluenza degli attuali fiumi Mucone e Chàlamo, che scorrono ai piedi della città di Acri, di due monete bruzie con la scritta Acherontham, e, in esergo, Niko.
A queste si aggiungono ritrovamenti più recenti, con esemplari da Thurii (490 a.C.), Metaponto (550 a.C.) e Crotone (443-442 a.C.), oltre ad alcune monete provenienti dall'illirica Dyrrhachium (Durazzo), alcuni trioboli ed uno statere del 590 a.C. e molte monete romane: tra queste, esemplari della monetazione dei Gallieno, Giulia Domna, Uranio Antonino (253-254 d.C.) e di Tiberio.
Nel settembre del 1997 si ebbe un ritrovamento di ulteriori 14 monete: una greca da Crotone, con tripode e Nike alata; due monete di Gallieno, una di Dyrrhachium, due monete greche di Thurii ed altre, ancora da identificare, ma di quasi certa provenienza Alessandrina (Alessandria d'Egitto). Fu trovato inoltre un reperto metallico (probabile parte di una corazza bruzia), un anello digitale in oro giallo di forma serpeggiante, di epoca imprecisata e di probabile origine semitica. Un terzo ritrovamento avvenne nel 2002: si tratta di svariati pezzi di ceramica Osco-Bruzia, una punta di freccia di ossidiana e di due monete romane. I ritrovamenti numismatici attestano la continuità nella frequentazione del territorio fino al periodo dell'impero bizantino.

## Ipotesi sull'origine della città
Come è già stato accennato nell'introduzione, tra l'Eneolitico e il Bronzo Finale, nel territorio di Acri è stato rinvenuto un consistente insediamento umano. I reperti hanno dimostrato che era composto da popolazioni che possiamo identificare con le prime giunte su quelle terre, gli Enotri, soppiantati nel corso del tempo dagli Osco-Umbri, dal cui ceppo derivano i Sanniti, quindi dai Lucani ed infine dai Bruzi. Infatti, nell'elenco delle località Enotrie esistenti già nell'anno 1240 a.C., lo storico Davide Andreotti Loria, nell'opera "Storia dei cosentini", cita: "Acrae, Albistria, Blanda, Besidie, Cerre, Lao, Nucria, Napezia, Tyllesion". Nel 1641, lo storico Giovanni Fiore così la descrive: "...essendo Terra della Iapigia, conviene dire che i Iapigi ne fossero i primi fondatori...". Aristotele nel suo opuscolo De Mirabilis Auscult, scrive: "che in tutta l'Italia infiniti monumenti si vedevano di Ercole per tutte le vie battute, e che presso Pandosia nella Iapigia, si rispettavano ancora le sue orme, perché non si potevano calcare con i piedi" ... . Si attribuisce ancora ad Aristotele « [...] Dicono che in Italia, fino alla terra celtica, dei Celti liguri e degli Ibrei, c'è una via detta Heracleia, attraverso la quale qualunque viaggiatore, sia esso greco o indigeno, è protetto dagli abitanti del luogo, perché non gli sia fatta alcuna ingiustizia; infatti debbono pagare il fio quelli che nel cui territorio sia avvenuta un'ingiustizia...» F. Carona, G. Mezzarobba 2003. Plutarco, con notevole precisione, cita la descrizione del campo di battaglia di Agatocle. Lo storico Luigi Caruso, nella sua opera, "Storia di Cosenza", fra gli antichi nomi di alcuni comuni della Calabria cita: "Ocriculum - Auxo - Axia - Acrium - Acresium - Acrae - Acra", tralasciandone evidentemente altri, con i quali si ricordava in altri tempi. Acri così viene descritta "...antica città del popolo dei Coni, anzi la loro capitale, probabilmente dopo la distruzione di Cone..." (Francesco Grillo 1952). Lo storico Cantù, nella sua opera, "Storia Universale", al volume VIII, scrive: "Ne l'interno Acheruntia e Pandosia ne l'Acheronte". Davide Andreotti Loria scrive sulle origini di Acri: "Acri e l'antica Aciris, che declinava come metabo, vale a dire: Aciris, Aceruntis, Acherontis". Precisa poi che il nome non è di origine greca:
« [...] Che Acri, adunque, fu l'antica Aciria o Acherontia lo prova uno de suoi fiumi detto né tempi Osci Acherante ed Acironti, né tempi greci Acheros, nei mezzani, Cironti, ed oggi Caramo e Calamo. Del resto essendo Acri antichissima abitazione dei primitivi coloni Osci, che prendeva denominazione da' prossimi monti ove sorgeva, è chiaro che dovesse appellarsi Aciria ed Acherontia, quando il fiume che le scorreva presso, appellavasi Acironte ed Acheros...». Davide Andreotti Loria scrive:
"Pandosia nei cui pressi trovò la morte Alessandro il Molosso era dunque posta sopra Cosenza. Non può ricercarsi in Castelfranco, odierna Castrolibero - come sostiene il Barrio e quanti ad essi si rifanno - perché non posta nella posizione indicata da citato Strabone. Questi vuole che Pandosia sorgesse sopra Cosenza - ma non si troverebbe sopra Cosenza se si ponesse in Castelfranco; perché al tempo che Strabone scrivea, Cosenza era tutta al di qua del Crati sui monti Gramazio, Venere e Triglio; e Castelfranco, in una postura che non sovrasta affatto Cosenza..."
Alcuni studiosi affermano, contrariamente, che il nome della cittadina deriva dal greco ἄκρα (Akra) che significa "sommità".
Il prof. Giuseppe Fiamma scrive sul periodico Confronto: «[...] La posizione elevata in questo primo nucleo di Acri corrisponde all'attuale Padia, che, nell'etimologia del nome richiama la mitica Pandosia. A questo proposito, ricordo che il famoso archeologo Amedeo Maiuri, a pag. 75 della sua opera "Arte e civiltà nell'Italia antica", IV volume della collana "Conosci l'Italia", edita dal Touring Club Italiano, ha inserito una cartina geografica della Magna Grecia, nella quale la città di Pandosia appare proprio qui situata. In un'altra cartina del 1200, da me rintracciata nell'Archivio dei Sanseverino, attualmente custodito nel grande Archivio di Stato di Napoli, il nome di Pandosia si trovava in Acri, perché in essa la contrada che oggi il toponimo di Pantano d'Olmo, veniva indicata con quello di Pandosia d'Olmo...» Confronto, Anno XXXIV nº 9 ottobre 2008.
Il prof. Emanuele Greco così scrive sulla Guida Archeologica: « [...] Pandosia bruzia è detta sede del re degli Enotri da Strabone (VI 1, 5) e quindi dovette essere un centro importante tra l'Età del Bronzo antico e quella del Ferro. In epoca più recente è ricordata perché presso il fiume Acheronte, che era nelle sue vicinanze, fu assassinato il re d'Epiro Alessandro il Molosso (331 a.C. cfr p. 12)...» Emanuele Greco, "Magna Grecia" guide Archeologiche Laterza, Roma 1993 codice ISBN 88-420-1683-7.
Lo storico L. Caruso, nella già citata Storia di Cosenza scrive: "... Il rinvenimento di tracce del Neolitico superiore e di pietre levigate rinvenute ad Acri", ed è quindi probabile che i primi abitatori risalgano ad un periodo compreso tra il 6000 ed il 2800 a.C. da (Mario Barberio 1989), caratterizzato dalla cultura megalitica (da mega=grande e lithos=pietra).
Ne fa fede anche il graffito raffigurante un gigante, inciso su di una rupe nella parte più alta del Mucone come lo descrive, nella sua opera Memorie Storiche di Acri, il Raffaele Capalbo. Secondo Scimno da Chio nella sua opera Periplo, Pandosia Bruzia era inclusa fra le città colonizzate dagli Achei del Peloponneso e la sua fondazione, secondo Eusebio di Cesarea, sarebbe stata contemporanea a quella di Metaponto. Ma, come giustamente fa notare Jean Bérard nel suo libro La Magna Grecia(edizione Einaudi Torino 1963): 
Nella rivista mensile di numismatica Cronaca numismatica del 2002, nel servizio dedicato alla produzione delle ceramiche e della monetazione dei Bruzii, allestita dal Museo Civico di Milano e diretto dall'archeologo e numismatico di fama internazionale Ermanno Arslan, si descrivono le monete pandosiane precisando: « [...] Non è chiaro se questa città era di origine greca, oppure indigena o che poi di due se ne ebbe una...». Bertarelli scrive:
(da L. Bertarelli 1938)
Il tumulo-cenotafio, il più grande d'Italia e tra i più grandi d'Europa, rinvenuto nella Valle del Grifone (sul versante destro del F. Crati, in Bisignano), è stato attribuito dal Prof. Velizar Velkov ad Alessandro il Molosso. Una ipotesi storica che è stata riproposta nel 2017-2018, sulla base di un riesame delle datazioni assolute di alcuni cocci rinvenuti sul tumulo, da un gruppo di geologi e archeologi in due riviste internazionali. Tale ipotesi riaccredita la non distante Acri come l'antica città di Pandosia.
Francesco Grillo (1951-1952-1953) scrive: « [...] proprio in questa zona (n. d. A. Acri) ritengo si debba ricercare l'antichissima Pandosia, perché ad essa si riferiscono sostanzialmente i testi antichi ». Apprendiamo infatti da Strabone che, circa nel 331 a.C., l'istmo Thurii-Cerilli, che misurava trecento stadi, (circa 55 km), segnava il confine Bruzio-Lucano; che la metropoli dei Bruzi era Cosentia e che un poco a nord di Cosentia sorgeva Pandosia, notevole fortezza, cinta da difese naturali, presso la quale, e vicino al fiume Acheronte, era stato ucciso Alessandro il Molosso. Livio, dopo aver riferito ciò in uno dei suoi migliori codici sulla occupazione di varie città dell'Apulia, della Lucania e del Bruzio e delle città di Cosentia e di Acrentinam da parte di Alessandro nel 326 a.C., dice essersi fermato presso Pandosia, città del Bruzio, quasi al confine della Lucania, e che tra essa città ed il fiume Acheronte, venne ucciso, conforme all'allusione dell'Oracolo, e che infine del cadavere tagliato in due, una metà fu mandata, macabro trofeo, a Cosenza, mentre l'altra, fu oggetto di ludibrio sul luogo, ed i miseri resti gettati dai Bruzi nell'Acheronte, e, attraverso il Crati in cui affluisce vennero devotamente raccolti, forse nei pressi di Bisignano, dai greci della Repubblica di Thurii per un'onorata sepoltura. Plinio non cita Pandosia, ma ci fornisce notizie sulla zona del fiume Acheronte e sulla comunità che dal nome del fiume aveva derivato il proprio. Tali notizie fanno chiaramente intuire la vicinanza di Pandosia al fiume Acheronte (ora Moccone), giacché, egli dice: « [...] Nella penisola del fiume Acheronte abitano gli Acherontini che ne derivano il nome...» (Plinio III 73). Pandosia città degli Acherontini, dunque, era probabilmente situata nella parte più alta dell'antica Acri, detta Pàdìa il cui nome evidentemente ricorda quello di Pandosia; e per Acherontini devonsi intendere le genti di Acrantinam, o Ocriculum (Liv. VIII,24,4, cod. Medic., XXX, 19), o di Acra (Steph. Byz. sv.) «che sono tutt'uno con l'attuale Acri...» (Francesco Grillo, 1951-1952-1953).
Stando a quanto afferma il famoso archeologo e numismatico Ermanno Arslan, ed i ricercatori Giovanni e Vincenzo Gatti, nella località di Roccelleta di Borgia in Calabria sarebbe esistita la mitica Sheria, descritta da Omero, nei libri VI-VII dell'Odissea. Là regnava il capo della confederazione dei dodici stati, re Alcinoo, padre di Nausicaa, che, alla foce di un fiume, probabilmente il Corace, soccorre il naufrago Ulisse. In base alla descrizione del dott. Arslan e dei fratelli Gatti, il nome Alcinoo deriverebbe da Alcinale, termine con cui viene denominato l'odierno Ancinale. Pare che i nomi di alcuni dei dodici re della confederazione sarebbero stati mutuati da altrettante località calabresi: Ladomante, re di Laos e di Amantea; Acroneo, re di Acri; Dimanto, re di Diamante. Infine gli stessi fratelli di Alcinoo, Croton e Rethium, altro non sarebbero che quelli delle più fiorenti città della Magna Grecia, Crotone e Reggio. Un antichissimo riferimento storico per una localizzazione della città è quello dello storico Catone, vissuto tra 234 e il 148 a.C., che la dice fondata, o meglio edificata, da coloni provenienti dalla Beozia che, stabilitisi nella regione dei Lucani, fondarono Tebe Lucana, Platea e Tanagra. Diodoro Siculo scrive che Thebe Lucana fu fondata dai Tespiadi della Tespia nella Beozia, coloni condotti da Jolao nella Sardegna. Eustazio aggiunge che vi erano anche dei Thebani, e che questi popoli si stabilirono nell'Enotria fondando varie città ai tempi di Jolao, prima della grande emigrazione Jonia, avvenuta nel 1130 a.C. In quel tempo furono fondate tre città, nella confinante regione dei Bruzi, cui diedero gli stessi nomi delle città di origine: Sifeo, Temesa, Platea. Scilace di Carianda, vissuto tra il VI e il V secolo a.C., nel suo Periplo non fa alcuna menzione di Thebe Lucana, l'antica Luzzi, Tanagra e Sifeo, citando invece la sola Platea. Lo storico Plinio il Vecchio (23-79 d.C.) nella sua Storia Naturale (Naturalis historia, 3, 98) cita gli Aprustani come l'unico popolo che abitava l'entroterra thurino e che non si affacciava sul mare, oltre ad altre due città nell'entroterra enotrio, Thebe di Lucania e Mardonia. Altre descrizioni di città enotrie da storici come (Diodoro Siculo 21,3) sono: Ethai, Arinthe (Rende), Artemision, Erimont (Altomonte), Ixias (Carolei), Kossa (Castiglione di Paludi), Kiterion (Cetraro), Menekine (Mendicino), Malanios, Ninaia (San Donato di Nineia).
Stefano bizantino (VI secolo) cita a più riprese testi estrapolati da Ecateo di Mileto e considerati perciò pertinenti a città enotrie quali: Brystakia (Umbriatico), Drys, Patycos, Sestion (Saracena), Siberine (Hagia Severine=Santa Severina).
Per ultimo Servio Mario Onorato, vissuto nel IV secolo, nel commento alle Georgiche (1,103) (Commentarii in Vergilii Georgiche) scrive che venne fondata dai Troiani nell'entroterra di Thurio la città di "Gargara" (San Demetrio Corone?).
Lo storico P. Marafioti nella sua opera a pag. 288 scrive:
Il Fiore nel suo libro capitolo IV pag.79-89 scrive "Tebe, città senza certezza di primo fondatore detta altresì Lucana perché abitata dai Lucani, cioè sanniti, venuti sotto il loro capo chiamato Lucio.." e nelle tavole dei nomi moderni mette Tebe a Luzzi.
L'unica città attigua a Luzzi è l'odierna Acri, sul versante a sud che guarda sul fiume Crati, poco più nord di Cosenza.
Un altro riferimento importante per una localizzazione e la testimonianza di Aristotele (384-322 a.C.), che ubicava la città di Pandosia a "sei ore di marcia a cavallo dalla costa nell'entroterra". L'andatura media di un cavallo in buone condizioni è di circa 6–10  km/h, quindi, secondo un calcolo approssimato, la distanza citata da Aristotele equivale a circa 35 – 40 km, all'incirca la distanza che separa Acri dal mare Ionio e poco più dal mare Tirreno, seguendo l'istmo delle vie fluviali del cosentino.
Secondo gli studi condotti dal prof. J. De la Geniere e dal prof. C. Sabbione, ai tempi dell'imperatore Augusto (Roma 63 a.C.-14 d.C.) scomparvero completamente Pandosia e Terina, e decaddero centri come "Locri, Caulonia, Petelia, Brystaccia, Syberina", importante piazzaforte per la sua posizione sul Neto.
Secondo gli storici Pandosia venne distrutta dalle legioni di Lucio Cornelio Silla nell'81 a.C. che la rase al suolo e la popolazione decimata. Quindi in estrema sintesi gli abbondanti ritrovamenti archeologici degli ultimi anni suggeriscono la presenza di una città pre bruzia, con buona probabilità da identificare con Pandosia Bruzia capitale del regno di Italo, re degli Enotri, dal cui nome deriverebbe la parola Italia.

## Acri in epoca romana
Ripercorrendo a ritroso la storia di Acri, bisogna considerare la posizione strategica di Acri, situata tra Rossano e Sibari, e quindi viene da chiedersi se, prima della caduta della potente Sibari, non fosse sotto la sua influenza, per poi passare sotto l'egida della vicina Crotone. Nella sua lunga storia la città di Acri si oppose strenuamente al dominio di Roma ma, dopo la battaglia di Canne, si schierò a fianco del duce cartaginese Annibale, per poi doversi arrendere nel 203 a.C. e conoscere uno dei tanti saccheggi della sua storia.
La sua voglia di libertà si rianimò tra il 73 ed il 71 a.C. quando, insieme ai comuni limitrofi, sostenne la rivolta di Spartaco, accampatosi nei territori detti Campo Vile nei pressi del comune di Bisignano, durante la terza guerra servile.Lo storico Davide Andreotti Loria, a pag. 259 della sua Storia dei cosentini, così scrive:
Tito Livio, Orazio e nel Medioevo lo storico Procopio la citano come "Fortezza da Guerra" e "Presidio". Procopio scrive:
Lo storico ci dice inoltre che il presidio era comandato dal capitano Morra, e che lo stesso presidio passò poi all'Imperatore Giustiniano. Nel 542 abbiamo notizie della strenua resistenza che la città di Acri oppose agli Ostrogoti, guidati da Totila, che conquistò la città per fame e sete, la saccheggiò, distruggendone gran parte, e perpetrando orribili violenze.
Procopio così descriveva le condizioni disastrose in cui versava l'Italia nel 551 nel" De Bello Gotico":« città distrutte, popolazioni decimate ed affamate, campi devastati e sterili, miseria spaventosa e falcidia di uomini e bestie, per carestie e pestilenze..».

## Acri in epoca medievale e moderna
Nella prima metà del 650 e alla fine del 670, per sfuggire ad un'intensa epidemia di malaria, gli abitanti ancora rimasti nella vicina Thurii si spostarono ad Acri. L'incremento demografico comportò un netto miglioramento delle attività produttive: fu un periodo di generale benessere.

### Dai Longobardi ai normanni
Con l'arrivo dei longobardi nella val di Crati, Acri divenne subito un loro Gastaldato, di notevole importanza economica, questo almeno fino all'896, quando venne occupata dai Bizantini prima e poi dai Saraceni. Una volta liberata, si documentano altre tre incursioni saracene nel 945, nel 1009 e nel 1200. Nel primo periodo dell'arrivo dei Normanni, guidati da Roberto il Guiscardo, che aveva scelto come sua base San Marco Argentano, Acri e la città di Bisignano, le due città più forti in val di Crati furono ripetutamente attaccate e saccheggiate, come la maggior parte delle città e comuni del cosentino; alla fine della guerra, il Guiscardo, per mantenere e consolidare il potere, elargì ai nobili larghi privilegi. E nell'anno 1074-1075 concesse al conte Simone Cofone di Acri, conte di Acri e di Pàdia, larghe estensioni di territorio della Sila nella vicina Luzzi, all'epoca in parte antica possessione dei monaci cistercensi del monastero detto dei Menna, e in parte del conte Cofone.
Tra il 1084 ed il 1086 d.C. il conflitto di interessi sfociò in una guerra sanguinosa, cui presero parte anche il duca di Rossano e il conte di Bisignano, uniti a spalleggiare gli acresi, contro l'abbate di Montecassino inviato dal papa a supporto dell'abbate Ugolino. La tregua, che prevedeva che il conte di Acri conservasse il possesso delle terre, ma con l'obbligo di versare un tributo ai monaci, risultò una chimera. Si susseguirono altre dispute ed il convento fu assaltato ed anche quelli limitrofi, e continuò in maniera così cruenta, che il papa Urbano II scomunicò tutti i partecipanti, e la magistratura normanna condannò a cinque anni di carcere e al versamento di cinquemila libbre d'oro e d'argento agli avversari dei monaci, i quali riebbero le terre.
Intanto in quel periodo continuava il lento ma progressivo lavoro di latinizzazione voluto dai normanni, ma in un ambiente fortemente legato al culto bizantino, infatti è da ricordare che San Nilo da Rossano tra il 982 e il 987 fondò nel territorio di Acri il monastero dei Santi Adriano, Natalia e Demetrio, il più consistente centro dei Basiliani in Calabria. Nei pressi del monastero sorsero i quartieri Picitti, Schifo e Poggio, assorbiti poi in processo di tempo dal casale albanese di San Demetrio Corone.
Presso il colle Sant'Angelo in Acri antico (Sant'Antonio Abbate) sorsero Garlatia, oggi scomparso, che presumibilmente doveva trovarsi presso l'attuale fiume Galatrella, nelle terre di giurisdizione del Patire Rossano, San Giorgio Martire antico (Sancto Jorio), di proprietà della potente famiglia acrese di Francesco Mauroli, considerata masseria insieme a Baccherizzo; inoltre i Casali di Mosto, Appio, San Benedetto e Pedalati, di giurisdizione del vescovo da Bisignano, siti nelle immediate vicinanze di Santa Sofia. Con bolla pontificia di Papa Celestino III del 1192 San Giorgio Martire fu poi abbandonato e appresso fu rioccupato dai profughi albanesi verso la fine del Quattrocento. L'ordine monastico dei Cistercensi svolse un ruolo importante nella vita spirituale del tempo nel territorio di Acri, realizzarono il monastero detto della SS. Trinità de Lignos Crucis, così denominato perché possedevano un piccolissimo frammento della Croce di Cristo, custodito in un'apposita teca. Questo monastero fu costruito tra il 1153 e il 1195 e ospitò l'Abbate Gioacchino da Fiore, che lo descrisse ampiamente nelle sue memorie, così scrive il D'Ippolito « [...] nel 1174, Gioacchino accettò l'ospitalità che gli offrì il monastero di Corazzo... ma dopo circa tre anni, morto l'abbate, ne fu nominato successore. Egli però umile e mite per sua natura e disdegnoso d'ogni qualsiasi onore..abbandonò il monastero, rifugiandosi in quello della Trinità presso la terra d'Acri...» probabilmente distrutto durante l'ultima incursione dei saraceni nel territorio intorno al 1220 - 1240. Il monastero fu importante insieme ad altri per lo sviluppo della coltura del baco da seta e in diverse altre attività artigianali, come per esempio la conceria delle pelli egli opifici. Si trova cenno di atto di donazione di un notabile di Acri « [...] come Goffridius fundator Sambuciniae» del 18 maggio 1141 poi ratificato da Ruggero II con privilegio del 1145.. Nel Tienimento De Lignos Crucis, nel 1183, su richiesta dell'abate Gioacchino da Fiore e con l'autorizzazione del pontefice Lucio III, che resse la Chiesa dal 1144 al 1145, la cui chiesa e poi la successiva fondazione del monastero "sub titulo Sanctae Mariae de Ligno Crucis" venne benedetta da Cosma, Arcivescovo di Rossano nel 1197. Un altro monastero cistercense era in Acri quello di "Sancta Maria de Macla", che si sa per certo che era ancora esistente nel 1630, anno in cui vi fece visita apostolica il Vescovo di Venosa Andrea Pierbenedetto, che lo documentò nel suo registro «...redditus annuus ducatorum ducentorum quadrantaginta incirca...». Tra il 1158 ed il 1159 vengono menzionati i mulini ad acqua di pertinenza della Ecclesia di Santa Maria Requisita, consegnate da papa Clemente III, dove figurano i mulini dell'Ecclesia di San Nicola di Domna Milania in Acri, e quelle ubicate nel territorio di pertinenza di Luzzi, con la successiva Chartula Vicaniae del 1179 l'abate di (San Pietro del Mocone) in Acri cede all'abate dell'Sambucina parte della macchia presso il suo mulino del suo monastero, perché possa essere costruito un serbatoio del canale che poi alimenterà il mulino del monastero cistercense. (Pratesi 1958, doc, pp. 73–75). (Francesco A. Cuteri, I Normanni in finibus Calabriae, ISBN 88-498-0226-9).
Tra il X e il XII secolo vengono censite e costruite nel territorio della città di Acri molte chiese e conventi; così come descritto in Storia della Calabria (D. Ficarra), tra il 1054 e il 1100 sorsero in Acri l'abbazia cirtecense ed il monastero insieme a quello di Corazzo, dell'Sambucina in Luzzi, e di Nicotera. E dall'instrumento diocesano del Vescovo Ruffino da Bisignano perviene l'elenco di chiese e conventi già esistenti in data 1200:
Durante il regno di Re Manfredi, in Calabria, si acuisce la lotta tra i diversi Ordini religiosi, lotta che in origine era presente nei paesi cattolici dell'Europa, ma che in Italia assunse un carattere politico, mettento in luce i contrasti e i dissidi fra papato e l'impero. Fra le diverse fazioni politiche, tra guelfi e ghibellini e soprattutto in alcuni conventi di rito bizantino in decadenza, erano divenuti da tempo ritrovi e rifugio di agitatori e mistificatori. Papa Alessandro IV informato di ciò che stava avvenendo, per evitare pericolose eresie scismatiche, istituì un collegio di inquisitori, che inviò in Europa ed in Italia. In Calabria investì di pieni poteri i vescovi latini di Cosenza, Bisignano, San Marco e Cassano, affinché indagassero su alcuni monasteri Basiliani quali: I monasteri, Patire di Rossano, di San Adriano di Acri, di S. Maria di Matina, detto della Maddalena di Acri e San Pietro dei Greci, compresi alcuni monasteri latini, come la Sambucina di Luzzi e di San Benedetto che dipendevano dalla Diocesi di Bisignano. Il processo contro i monaci accusati di misfatti contro la morale, fu presieduto dal vescovo francescano di Bisignano, Ranuccio dei Frati Minori. Tale investitura fece primeggiare il suo ordine e la condanna delle eresie degli altri..., ma per fortuna il canonico Leone da Rossano, in veste di giudice dello stesso tribunale, difendendo la causa di alcuni malcapitati, caduti nell'errore, soprattutto per l'abbandono in cui erano stati lasciati, in quei momenti difficili e tristi, riuscì a convincere l'uditorio a salvare molti dalla sicura condanna a morte..mentre per alcuni conventi rimasti sperduti tra i monti, che nulla ormai avevano di sacro, furono chiusi ed interdetti

### Il terremoto del 1185
Un indizio su quello che la città e il suo territorio potevano essere in passato, si legge attraverso gli scritti dello storico R. Curia in Storia di Bisignano, che descrive il terremoto avvenuto nell'antica diocesi di Bisignano, e cita che sotto il governo di Guglielmo II tra il 1184 e il 1186 la Calabria fu scossa da terribili terremoti e diversi centri della presila furono danneggiati o completamente distrutti, e che nel 1185 Acri fu quasi completamente distrutta dal terremoto. A ciò si aggiunse la devastazione fatta dalla fame e dal colera a seguito di una lunga siccità, che aggravò la situazione dei superstiti. Solo dopo parecchi mesi di lavoro, a causa soprattutto delle frane, si riuscì ad aprire una via di comunicazione per poter portare dei carriaggi e raggiungere le zone più isolate del territorio. Altri terremoti documentati furono quelli del 908; 10 dicembre 968; 990; 24 maggio 1184; 24 ottobre 1186; 27 marzo 1638; 1712; 1738; 14 luglio 1767; 5 febbraio 1783; 1787; 10 dicembre 1824; 8 marzo 1832; 12 ottobre 1835; 24 aprile 1836.

## Le epidemia di colera e di peste
Oltre al colera tra il 1184 ed il 1186, si sa per certo che la Calabria, e soprattutto il cosentino, fu preda di varie epidemie che più dimezzarono la popolazione allora esistente. È documentata la peste del 1348, le successive del 1422, 1528, 1575, 1656, 1638, 1738 e per ultima la Spagnola, avvenuta nei primi del secolo, che secondo il censimento costò la vita a circa un migliaio di cittadini.

## Acri e Bisignano nel 1300
Nel 1300 il numero delle città demaniali, cioè non infeudate a famiglie private rimaste in possesso della corona non era esiguo, al contrario dei secoli successivi. Da un editto del 1346, con il quale la regina Giovanna I invitava sia i Baroni, che le Università di Calabria, ad omaggiare il figlio Carlo.
I Sangineto e i Sanseverino pretendevano la restituzione dei territori acquisiti dalla Diocesi di Bisignano, secondo loro usurpati dai vescovi e dagli abati. Tra queste terre e questi feudi erano soprattutto in discussione alcuni feudi di Corigliano, il casale di Roggiano, terre e Castelli di Rossano, di Acri e di Luzzi, incamerati dalla chiese e dai monasteri di quelle località, e quindi sotto giurisdizione del Vescovo di Bisignano, Federico Pappatelli, a cui veniva imposto il divieto di considerarli feudi della Chiesa, poiché per i precedenti disposti da Carlo I d'Angiò, i menzionati territori e i relativi castelli già da tempo erano inclusi e ricadevano nella sfera di competenza e di pertinenza del baronato laico istituito ed organizzato dallo stesso sovrano. L'ostinato rifiuto del vescovo a non cedere le terre e non voler rinunciare ai presunti diritti feudali, scatenò la vendetta del potente barone. I tumulti, le rappresaglie e gli scontri violenti e sanguinosi tra i vari pretendenti erano continui, il più significativo e drammatico avvenne del 1339. Il Barone Ruggero II Sangineto, approfittando della confusione che a quel tempo regnava in Bisignano, poté portare a termine il suo disegno: da Corigliano un gruppo di armati a cavallo raggiunse Acri, e trascinando a sé popolani affamati e bisognosi e desiderosi di saccheggi e bottino, si diressero a Bisignano. Ruggero Sangineto era forte della benevolenza di Re Roberto verso la sua casata, e soprattutto per il fatto che era figlio del Gran Giustiziere del Regno, Filippo I di Sangineto, che lo rendeva il personaggio di maggiore prestigio del baronato meridionale. Il 28 giugno del 1339, vigilia della festa di San Pietro e Paolo, penetrati nella città di Bisignano, si diressero verso il palazzo del Vescovo, e, sgominate le guardie e bloccate le uscite, penetrarono all'interno e uccisero sia le guardie personali del Vescovo che i familiari, e tutti coloro che lo difendevano. Quel giorno morirono circa 20 persone tra familiari, diaconi e guardie. Infine, il vescovo agonizzante, fu impietosamente trascinato e legato alla coda del cavallo del Sangineto. Con altri condannati fu condotto in un luogo, detto Scannaturu, probabilmente situato dietro l'attuale chiesa di San Domenico. Lo sciagurato vescovo ormai esanime fu condannato alla decapitazione, subito eseguita, come per tutti gli altri condannati che subirono la stessa sorte. Benedetto XII, con una bolla pontificia del 10 giugno 1340 dalla sede di Avignone, per punire le Chiese di Bisignano nell'ambito delle loro attribuzioni e prerogative, voleva scioglierne il capitolo delle famiglie più ricche e facoltose che non si ribellarono per impedire il massacro. Però poco dopo anche la stessa interdizione pontificia passò con l'intervento di vescovi laici, per evitare altri problemi in cui già navigava la chiesa di Pietro..

## Federico II, gli angioini e gli aragonesi
Durante il regno di Federico II la città godette di un periodo di relativa tranquillità e di notevole prosperità economica, divenne un centro importante nel commercio della seta, fino all'arrivo degli Angioini e poi degli Aragonesi, che con i loro pesanti tributi indebolirono notevolmente l'economia della città. Nel 1462 il duca di San Marco Argentano, Luca Sanseverino, acquistò dal fisco, per concessione di re Ferrante I d'Aragona, il territorio circostante la città di Acri e la città di Bisignano, per la cifra di 20.000 ducati d'oro e d'argento. Nello stesso anno la città di Acri, rimasta fedele agli Angioini subì un terribile assedio da parte delle truppe Aragonesi, che non riuscendo a conquistare la città, tramite la collaborazione di traditore, un certo Milano, indicò alle truppe nemiche i segnali delle guardie degli avamposti, e che all'ora convenuta a notte fonda aprì le porte della città. Gli aragonesi con inaudita ferocia attaccarono la città, essendo a conoscenza che in Acri si trovava nascosto il viceré Grimaldi. Le truppe perpetrarono nei confronti dei cittadini di Acri, terribili violenze; lo storico Capalbo, che a sua volta riportò le notizie del Pagano, descrive la strenua battaglia all'interno delle mura, e il disperato tentativo da parte di ogni cittadino valido di salvare donne e bambini, che trovarono rifugio nella parte più alta della Padia, nella chiesa matrice di Santa Maria Maggiore. Ma la crudeltà dell'esercito angioino, inferocito, non risparmiò neppure la chiesa, che fu arsa insieme a donne e bambini. L'eroico comandante delle guardie della città, Nicolò Clancioffo, nella piazzetta del castello, fu segato vivo per i lombi, ed il suo corpo diviso in quattro pezzi ed esposto sulle quattro torri del castello. Da un documento del notaio Marsilio Aliprandi del 1479-80, è dichiarato che molte proprietà nei quartieri Parrieti, Padia, Picitti e Castello, furono vendute come orti, perché le case erano bruciate, ormai in rovina, e non vi erano abbastanza uomini per ricostruire i detti quartieri. Non abbiamo notizie complete del 1462, ma si suppone che in quella guerra la città perse circa duemila abitanti, comprese parte delle armate che seguivano il viceré Grimaldi, che, insieme a pochi dei suoi, fu in grado di salvarsi dalle segrete del Castello di Acri, per poi rifugiarsi nella vicina Longobucco.

## Acri dal 1492 al 1499
Dal 1492 Acri passa sotto governatorato Aragonese insieme alla città di Bisignano. Venne nominato governatore, il Magnificus Antonio Poerio di Pietro, regio governatore fino al 1495, poi per aver seguito le sorti del re Ferdinando II, come militare, e avere ridotto molte città alla devozione, venne trasferito a più alte cariche tra cui il governatorato di Reggio. Alla discesa di Carlo VIII, il principe di Bisignano, coi suoi figlioli, si misero in viaggio per porgere i loro saluti al re, mentre il conte di Acri ed il marchese di Squillace, una volta fuggiti e rifugiati in Sicilia, si videro confiscati dal re Carlo i loro stati, poi donati ad un certo D'Aubugny insieme alle città Amantea e di Tropea già fedeli agli Angioini, che avevano levato le insegne di Carlo VIII, ma quando questi seppero che tutte le terre erano state donate ai fratelli del D'Aubugny, tornaro di nuovo a favore degli Aragonesi.. La città di Acri si schierò con il re Federico d'Aragona, fedeltà che costò ad Acri tra il 1496 ed il 1497 un altro assedio con armi ossidionali, il saccheggio della città da parte degli Angioini, la distruzione quasi completa del castello, di alcuni importanti palazzi nobiliari e i capi del partito filo-aragonese, i nobili Placido e Sebastiano della potente famiglia Salvidio furono uccisi e fatti a pezzi e i loro corpi buttati nel letame.

## L'espulsione degli ebrei
Nel 1511 per decreto di re Ferdinando II d'Aragona vennero espulsi gli ebrei, figure importanti dell'economia della città, abitanti dell'antico ghetto della Judeica. Il luogo dove si trovava il ghetto ancora oggi viene chiamato Judeica, situato presso il torrente Calamo, al di fuori della cinta fortificata; la presenza del ghetto in Acri è documentata prima dell'anno mille.

## L'evoluzione demografica in epoca moderna
L'evoluzione demografica della città è in parte documentata dai registri delle imposte regie. Nella ricerca storica del Pardi nel 1276 risulta "Acrium cum Casalibus", tassata per "Centodue Once", pari 61.000 Grana, avrebbe così avuto, verso la fine del XIII secolo circa 5.100 abitanti oltre agli Ebrei, di essi infatti si legge nei registri "Ebrei Acri: inquirantur et taxerunt juxta facultates".
In un'ordinanza regia Angioina del 1279 ne riporta il peso fiscale, espresso in oncia, delle terre di Calabria

## Il Brigantaggio in Acri

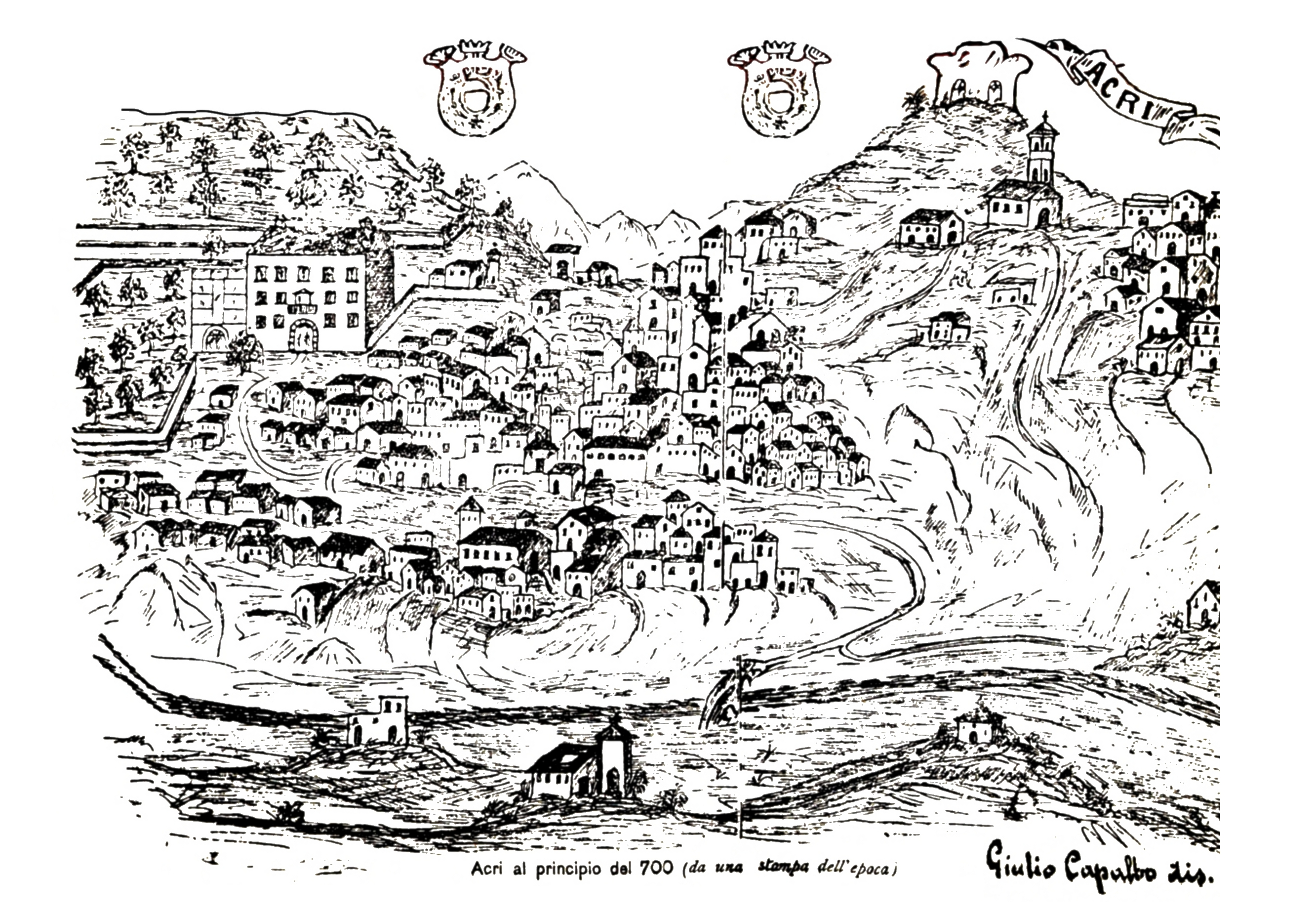
Acri nel 1700

### L'incursione della banda Jaccapitta
Nel 1806 Acri dovette subire l'incursione di una selvaggia orda di briganti che, intenzionati a dirigersi verso la vicina Bisignano, si fermarono in città. Si trattava di un gruppo forte di ben 3.000 uomini che, al seguito di Jacapitta, erano discesi con l'intenzione di distruggere la città di Bisignano, provenendo perlopiù dalle selve cosentine e dai casali intorno Cosenza. Depredata Acri, e macchiatisi di terribili atti di crudeltà, si diressero verso la loro meta. Ma giunti nei pressi di S. Domenico di Bisignano, si ritrovarono fra due fuochi: le forze del Bagnanich e quelle del Benincasa, appoggiate da tutta la popolazione, comprese alcune donne spinte dall'esempio di donna Rachele Benincasa che si schierò al fianco del fratello Giuseppe. Si ritirarono così verso i monti acresi. Il Misasi così descrisse nel Giornale d'Italia il 3 ottobre 1809: «Così la nobile città di Bisignano si coprì di gloria, così come quando scese nei piedi del Crati ed arrestare col suo valore la furia dell'esercito dei Saraceni», rifacendosi a una sollevazione in armi (secoli X-XI) dei bisignanensi e degli acresi grazie ai cui eserciti - scrive sempre il Misasi - «i quali si sollevarono in armi contro i Saraceni, facendo argine alla loro invasione, questi non avrebbero proceduto oltre alla conquista dell'Italia!». Gli esuli acresi Vincenzo Astorino, Luigi Sprovieri, Filiberto Parvolo, che con le loro famiglie avevano trovato riparo ed ospitalità in Bisignano, sotto la scorta armata del distaccamento di Bisignano, partirono alla volta di Cosenza per informare le autorità dei luttuosi eventi nella loro disgraziata terra. Il 30 agosto parti il generale Verdier al comando di un distaccamento di 1.500 uomini, a cui si affiancò la guarnigione di Bisignano. Il generale Verdier decretò l'assedio e la distruzione della città, il cannoneggiamento iniziò dal monte di Serravuda, verso i quartieri di Padia e di San Pietro, ma la catastrofe fu scongiurata grazie al provvidenziale intervento del comandante Giacomo Berlingieri e di altri acresi che, al seguito del generale Verdier, militavano nelle armate napoleoniche. Alcuni briganti, confusi nella enorme folla degli acresi, furono individuati, catturati e giustiziati per impiccagione dal generale Verdier nella piazza antistante la chiesa di San Domenico in Acri. I briganti Tommaso Padula, Domenico Ofrias e Jaccapitta nascostisi nelle campagne di circostanti, furono scovati e giustiziati dalla compagnia di Bisignano, nel luogo chiamato "Largo dell'Olmo". Il Padula e l'Ofrias furono squartati e spaccati a metà, quindi caricati su due asini e portati ad Acri i lombi dove i briganti avevano saccheggiato e barbaramente ucciso molti cittadini. Ad Acri, in catene, fece il suo ingresso Jacapitta, il feroce brutale e sanguinario brigante che aveva crudelmente infierito contro i corpi martoriati delle vittime di Acri, macchiandosi perfino di efferati atti di cannibalismo... Legato e trascinato nella piazza, fu posto in mezzo a quattro roghi. Il Jaccapitta, imprecando e bestemmiando, saltava dall'uno all'altro rogo, tentando di sottrarsi al supplizio, mentre gli astanti lo colpivano alle gambe con delle scoppiettate. Stremato, alla fine, con un grido selvaggio s'accasciò tra le fiamme che lo ridussero in cenere.

### La banda di Re Coremme
Nell'agosto dello stesso anno, scendendo dalle montagne di Acri, tentò di impossessarsi di Bisignano il capo brigante Antonio Santoro detto Re Coremme. Era un contadino analfabeta, ma scaltro ed estremamente coraggioso. Cessata la resistenza borbonica in Calabria, aveva organizzato una formidabile banda con la quale intendeva continuare, a modo suo, la guerra ai francesi, in nome del re legittimo Ferdinando di Borbone che da Palermo lo aveva nominato tenente colonnello. Il Santoro, come primo atto della campagna militare, occupo Longobucco, il suo paese natale, e ne fece la sua roccaforte, autoproclamandosi Re Coremme. Assaltata Acri durante la notte, e, piegati gli amministratori alla sua volontà, si mosse da questa nuova base per seminare morte e terrore per sbaragliare i suoi nemici "i rivoluzionari antiborbonici", fiancheggiatori dei francesi. Per conquistarsi lo sbocco al mare, progettò la presa di Rossano e Corigliano, all'epoca, insieme ad Acri, le città più popolose del cosentino. Nel suo tentativo fu colto di sorpresa dalle truppe del generale Verdier che riuscirono a disperderne la banda. Il Santoro, ormai in precipitosa fuga, perduto ogni contatto col grosso dei suoi uomini, si imbatté, nei pressi di Pagliaspito, dalla squadra civica di Santa Sofia d'Epiro comandata da Giorgio Ferriolo. Era il 13 agosto 1806 e Santoro fu catturato insieme al suo piccolo stato maggiore, composto dal fratello e da alcuni uomini fidati. Rinchiuso in una celletta isolata, il Santoro riuscì ad evadere, raggiungendo nottetempo Acri. Intanto, quello stesso giorno, il fratello ed altri quattro briganti, rimasti in carcere, e per evitare altre evasioni, furono condotti sotto buona scorta a Bisignano dove furono giustiziati. La notizia dell'esecuzione scatenò la rabbia estrema del Santoro che decise di infliggere la sua feroce vendetta ai paesi di Santa Sofia D'Epiro e Bisignano. Riorganizzata la sua banda, il 18 agosto decise di marciare su Santa Sofia, seminando morte e distruzione, dando alle fiamme il palazzo dei nobili Bugliari. Vittima illustre del suo sterminio fu il Vescovo Francesco Bugliari, rettore del collegio Italo-Albanese. Tuttavia, si narra che i mandanti dell'omicidio dell'esimio Vescovo Bugliari siano stati gli esponenti della famiglia nobiliare dei Lopez di San Demetrio Corone, paese limitrofo, col quale esiste una grande rivalità storica . Particolare, poi, è l'aneddoto secondo il quale il vescovo, per non farsi scoprire, si sia nascosto vanamente in una cantina di proprietà della gentildonna Caterina Miracco tra le spighe del grano appena mietuto.

### Acri nel 1799
Tratto da "Lo Scudiscio": «Che peccato la brutale e feroce ecatombe politica di quell'anno di quel maledetto (Ruffo). La classe più intelligente di Acri, composta da uomini illustri ed eminenti, medici, avvocati, magistrati, sacerdoti tutti repubblicani del 1799, furono barbaramente assassinati per un'idea; erano circa cinquanta persone del fiore dei cittadini. Che peccato ripeto!» Avvenne in Acri come osserva il Settembrini, essere accaduto a Napoli, dopo l'eccidio del 1799, la strage degli uomini, egli dice, "nel quale vollero spegnere l'intelligenza e la virtù, distrusse ogni principio di fede e moralità ed aprì un abisso profondo, fu un peccato" ed io aggiungo per Acri fu solo un brutale assassinio! Il progresso della forte cittadella fu arrestato bruscamente, la città si divise in partiti e le ire e le discordie cittadine fonte di ogni male, ed essa andò sempre più regredendo, né valsero arrestarne la decadenza quei pochi superstiti, sopravvissuti del macello, né i letterati e gli eminenti uomini politici vi sorsero: i loro sforzi rimasero isolati!...»
Da Raffaele Capalbo, in "Memorie storiche di Acri", sappiamo inoltre che circa 20 uomini di Acri furono arrestati e trasferiti presso il tribunale di Paola e successivamente tradotti nelle carceri di Cosenza.

## Acri dall'Unità d'Italia al 1952
La ricostruzione della storia politica, economia, sociale, culturale e religiosa di Acri, a partire dal periodo dell'unificazione italiana fino al 1952, è stata possibile grazie a lunghi anni di ricerca presso archivi e biblioteche sia pubbliche che private. Tale analisi è contenuta nel volume Nascita di un comune democratico. Acri 1861-1952 - Storia cronaca memoria del prof. Giuseppe Scaramuzzo.
Il volume ricostruisce la storia di Acri a partire dall'amministrazione di Vincenzo Sprovieri, che, agli inizi, aveva suscitato grandi speranze nel popolo acrese, ben interpretate da Vincenzo Julia che scriveva: "Dopo molti anni di pubbliche e private sventure si erano infrante le catene di un popolo ingiustamente conculcato. La Calabria risorta a novella vita. Ed era giunto il momento della redenzione morale, civile ed economica." Tali aspettative furono ben presto deluse, poiché Sprovieri rinnegò le promesse fatte nel 1848 "di mutare le cose e rispettare le persone", instaurando un potere dispotico, con arbitrio, prevaricazione e vendetta nei confronti di chi osava criticarlo, tanto da essere definito lo "Scià di Acri". Sprovieri, se da un lato riuscì a debellare il fenomeno del brigantaggio, dall'altro usò l'immenso patrimonio demaniale posseduto dal comune, per accattivarsi la benevolenza di consiglieri, assessori ed elettori, lasciando sempre più nella miseria la cosiddetta "plebe acritana".
Le amministrazioni successive non apportarono cambiamenti alla linea dello Sprovieri, continuando a depredare il patrimonio demaniale, incuranti delle denunzie fatte dai giornali locali del tempo, alle autorità competenti, in realtà conniventi.
Agli inizi del '900, la situazione del paese era ben poco cambiata rispetto al periodo risorgimentale, come denunciava il giornale locale "La Riscossa". In questi anni ad Acri nasce la prima e unica società elettrica che poi fornirà energia elettrica pubblica e privata, ma che apportò pochi benefici alla maggioranza della popolazione, ma molti utili ai suoi gestori. Altra speranza delusa in questi anni fu la mancata realizzazione della linea ferroviaria che da Camigliatello Silano sarebbe dovuta passare per Acri per poi proseguire per Bisignano, Rose, Luzzi e raggiungere Cosenza. Sempre in questi anni, nasce l'assistenza sociale con la creazione di un ospedale, di un ospizio per i poveri e di un educandato, grazie all'attività di Francesco Maria Greco a cui va anche il merito di aver moralizzato il clero acrese.
Durante la prima guerra mondiale, 1.518 acresi partirono per il fronte, di cui 207 rimasero uccisi in combattimento, 146 feriti, 41 dispersi e 119 prigionieri. Il dopoguerra fu caratterizzato ad Acri dallo scoppio del colera, da imponenti manifestazioni sociali per il carovita e la carenza di lavoro. Furono gli anni questi, in cui nacquero il PSI ed il PCI.
Nel 1927, con l'avvento del fascismo, ha inizio l'amministrazione podestarile di Paride Manes seguita da quelle di Filippo Sprovieri, di Angelo Giannone e di Pasquale Talarico che si concluse nel 1943. In questi anni furono arrestati due cittadini acresi, Giuseppe Gencarelli e Pasquali D'Auria per "attività sovversive". Sull'operato delle amministrazioni podestarili, il podestà Talarico scrisse al prefetto di Cosenza che "ad Acri esisteva, negli anni '40, una triste situazione amministrativa, una non meno triste situazione morale della popolazione che viveva ancora sotto un regime feudale senza che la civiltà fascista si fosse neppure affacciata per rischiarire le menti e ingentilire i cuori della maggior parte dei cittadini".
Allo scoppio della seconda guerra mondiale, 1.352 cittadini acresi partirono per il fronte. Da sottolineare non solo i tanti prigionieri in mano ai tedeschi e agli alleati, ben 478, ma anche i numerosi partigiani, 34, che combatterono nella Resistenza europea ed italiana.
Negli anni della seconda guerra mondiale, tra il 1940 e il 1943, Acri fu uno dei 14 comuni della Calabria designati dalle autorità fasciste ad accogliere profughi ebrei in internamento libero. I 7 profughi ebrei (5 adulti e 2 minori) confinati in soggiorno coatto a Acri furono tutti liberati con l'arrivo dell'esercito alleato nel settembre 1943.
Con la caduta del fascismo, l'amministrazione comunale venne retta dai commissari prefettizi che non seppero dare risposte alla mancanza di viveri e alla scarsità di lavoro.
Una svolta si ebbe, nel 1946, con l'elezione a sindaco di Saverio Spezzano, che mantenne fede agli impegni presi durante la campagna elettorale, assicurando al popolo di Acri pane, lavoro ma anche "palle e catinelle a maglie", ossia rigore e legalità.
Un anno difficile per Acri fu il 1948, a causa di un forte scontro politico per l'occupazione delle terre, in particolare del bosco di Pietramorella, in cui fu ferita gravemente la guardia campestre Antonio Ginese.

## I soldati di Acri nelle guerre del '900
Uno stralcio tratto dall'introduzione al volume "Storia di gente comune. I soldati acresi nelle guerre del '900" del prof. Giuseppe Scaramuzzo: "...Esplorando il passato della comunità Acrese, emerge una drammatica particolarità: la presenza diffusa e costante dei soldati acresi non solo su tutti i fronti di guerra, ma anche la loro partecipazione agli eventi più tragici di tutti i conﬂitti del Novecento, ed il loro notevole contributo in termini di morti, dispersi, feriti e prigionieri. Nella prima guerra mondiale, furono catturati e fatti prigionieri nelle battaglie sull’ Isonzo, a Caporetto, 32, a San Martino e San Michele del Carso, sul Piave; mentre nella seconda guerra mondiale in Africa, a Tobruk, ben 103, ad El Alamein, in Tunisia il 13 maggio del 1943 nella resa dell'esercito italiano agli Alleati; nell'Egeo, da Cefalonia a Lero; nel Mediterraneo, da Pantelleria alla Sicilia, alla Corsica; in Grecia e in Russia sul Don e a Stalingrado. Fra i primi e fra gli ultimi a morire sui campi di battaglia ci sono Acresi. Fra i primi nella guerra italo-turca tra il 1911 ed il 1912; nella guerra d’Etiopia; nella guerra di Spagna e nella seconda guerra mondiale sul fronte francese e sul fronte africano. Inﬁne l'8 settembre del 1943 si registra un alto numero di vittime e di azioni eroiche contro i Tedeschi. Fra gli ultimi, nella prima guerra mondiale, nella battaglia conclusiva a Vittorio Veneto il 4 novembre 1918: mentre nella seconda guerra mondiale, sul fronte russo, sul Don e a Stalingrado, nel febbraio del 1943, pochi giorni prima della ritirata dell'ARMIR. Inﬁne, proprio nei giorni conclusivi dell'ultimo conflitto mondiale, il 14 aprile del 1945, muore suicida, avvelenandosi in un campo di prigionia tedesca, il soldato Rosa Annunziato e, il 25 aprile del '45, in Italia viene ucciso dai fascisti il partigiano Giuseppe Algieri. Tutti, tranne qualche caso di insubordinazione, diserzione, di renitenza e di reati comuni, veriﬁcatisi durante la Prima guerra mondiale, servirono la patria “con fedeltà e onore”. Molti furono decorati al Valor Militare per il loro eroismo: 42 nella Prima guerra mondiale; 1 in Spagna e ben 15 nella Seconda guerra mondiale.
La ricerca per la stesura del volume è stata lunga e laboriosa ed effettuata presso: l'archivio comunale di Acri, l'archivio di Stato di Cosenza, l'archivio militare, il centro documentale di Catanzaro e presso la Biblioteca militare centrale di Roma. Sono stati riportati i fogli matricolari contenenti generalità, luoghi e tempi del fronte di guerra e i vari riconoscimenti dei combattenti, dei morti, dei dispersi, dei feriti e dei prigionieri. Il volume contiene i nomi di tutti i soldati acresi che hanno partecipato a partire dalla guerra italo-turca del 1911-1912, alla Prima Guerra Mondiale, alla riconquista della Libia, alla guerra di Etiopia del 1935-1936, alla guerra di Spagna del 1936-1939, alla Seconda Guerra Mondiale fino alla guerra di Liberazione. La ricerca documentaria è stata integrata sia dalle testimonianze, lettere e foto dei soldati al fronte che dai loro familiari.